# Fábián Marozsán
Fábián Marozsán (Budapest, 8 de octubre de 1999) es un tenista profesional húngaro.

## Carrera profesional
Su mejor ranking en individuales fue la posición N°36 el 6 de mayo de 2024. En dobles fue el N°444, logrado el 16 de enero de 2023.
Hizo su debut en el Campeonato de Wimbledon 2023 como perdedor afortunado tras el retiro de Nick Kyrgios.
En su segunda aparición en un cuadro principal de Grand Slam, alcanzó la segunda ronda del Abierto de Estados Unidos 2023. En su partido de primera ronda, derrotó a Richard Gasquet en un partido de cinco sets en el que originalmente lideraba por dos sets y un break 6-3, 6-1, 5-3.
La victoria más importante de su carrera fue en el Masters de Roma 2023, cuando venció al entonces N°2 del Ranking ATP en segunda ronda, Carlos Alcaraz por un marcador de 6-3, 7-6(4).

## Títulos ATP Challenger (3; 3+0)

### Individuales (3)
| N.° | Fecha                | Torneo                   | Superficie    | Oponente en la final | Resultado |
| --- | -------------------- | ------------------------ | ------------- | -------------------- | --------- |
| 1.  | 28 de agosto de 2022 | Challenger de Bania Luka | Tierra batida | Damir Džumhur        | 6-2, 6-1  |
| 2.  | 12 de marzo de 2023  | Challenger de Antalya    | Tierra batida | Sebastian Ofner      | 7-5, 6-0  |
| 3.  | 18 de junio de 2023  | Challenger de Perugia    | Tierra batida | Edoardo Lavagno      | 6-2 6-3   |